# Orden de Francisco I
La Real Orden de Francisco I fue una orden de caballería del reino de las Dos Sicilias, actualmente conservada como orden dinástica.

## Historia
Fue fundada el rey Francisco I de las Dos Sicilias mediante real decreto de fecha 28 de septiembre de 1829, publicado el 3 de octubre del mismo año. La orden fue creada con el objeto de recompensar el mérito civil y promover el comercio, la industria, las ciencias y las bellas artes. Posteriormente, en 1858, el rey Fernando II de las Dos Sicilias amplió los grados de la orden pasando de cinco a ocho grados.
En la actualidad continúa siendo otorgada por el pretendiente al trono de las Dos Sicilias, Carlos de Borbón-Dos Sicilias, duque de Castro.

## Estructura
En el momento de su fundación la orden se estructuró en cinco grados:
- Caballero gran cruz
- Comendador
- Caballero
- Medalla de oro
- Medalla de plata

El 21 de diciembre de 1858, el rey Fernando II de las Dos Sicilias añadió tres nuevos grados (caballero gran cordón, comendador con placa y caballero de segunda clase), quedando la estructura de la orden de la siguiente forma:
- Caballero gran cordón
- Caballero gran cruz
- Comendador con placa
- Comendador
- Caballero de primera clase (anteriormente caballero)
- Caballero de segunda clase
- Medalla de oro
- Medalla de plata

La orden contaba con una asamblea para la llevanza de sus asuntos. La asamblea se componía de un caballero gran cruz, dos comendadores y dos caballeros, uno de los cuales era secretario y archivero de la orden.

## Insignias

### Grados superiores de la orden
La insignia de la orden consistía en una cruz de malta, esmaltada de blanco, con un medallón central. El medallón central contaba en su centro con las iniciales del fundador F. I. coronadas, alrededor del mismo en un borde en forma de orla el lema de la orden:
MERITO DE REGE OPTIME
En el reverso del medallón se encontraba la inscripción:
Franciscus I instituit MDCCCXXIX
Entre los brazos de la cruz, se disponían flores de lis. La cinta de la orden era roja con bordes azules estrechos ambos lados de la misma.

### Medallas
En el caso de los últimos dos grados de la orden (medallas de oro y de plata), la medalla tenía forma circular y contaba con la efigie de Francisco I rodeada por la inscripción:
Franciscus I Reg. Utr. Sic. et Hier. Rex
En el reverso de la misma se disponían tres flores de lis y la inscripción:
De Rege Optime Merito MDCCCXXIX

### Forma de portar la orden
La orden era llevada de la siguiente forma por los tres primeros grados originales:

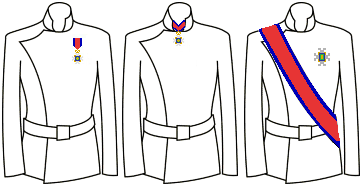
Caballero, comendador y caballero gran cruz

En el caso de las medallas de oro y de plata, se llevaba en el ojal prendida de la cinta de la orden en versión más estrecha que los caballeros.